# Klippe

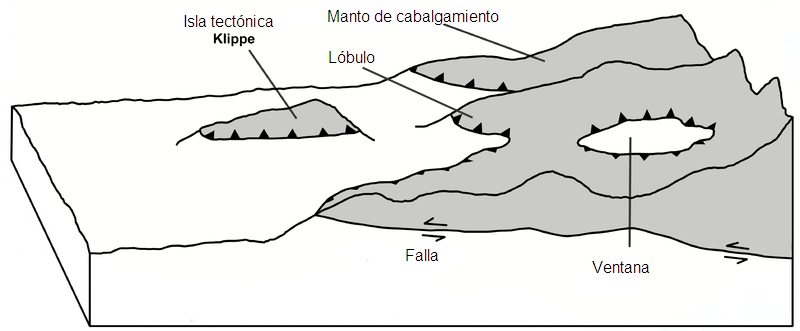
Esquema d'un sistema d'encavalcament mostrant una finestra i una illa tectòniques. El bloc de la paret cavalcant és anomenat (quan té proporcions raonables) un mantell de corriment o nappe. Si es forma un forat per erosió al mantell de corriment es forma una finestra tectònica. Una illa tectònica o klippe és un aflorament de l'"illa" solitària de material no erosionat al mig del material autòcton de base.

Una illa tectònica o klippe (en alemany, penya-segat: plural klippen) és una estructura geològica característica de terrenys amb falles d'encavalcament. En aquest sistema, la massa rocosa (blocs superiors o cavalcants) que ha estat transportada pel moviment al llarg de l'encavalcament és anomenada mantell de corriment (nappe). Quan l'erosió diferencial va desgastant els materials superiors es van exposant (afloraments) els materials de capes inferiors.
La klippe és la porció romanent d'un mantell d'encavalcament després que l'erosió ha eliminat els elements que el connectaven amb l'esmentat mantell d'encavalcament, quedant per tant aïllat com una illa de materials al·lòctons sobre una base de materials autòctons. Aquest procés dona com a resultat la presència de materials atípics o exòtics en estrats superiors, que sovint s'han desplaçat en posició gairebé horitzontal, i la seva permanència per sobre d'estrats subjacents autòctons, que no han sofert transport.

## Alguns exemples

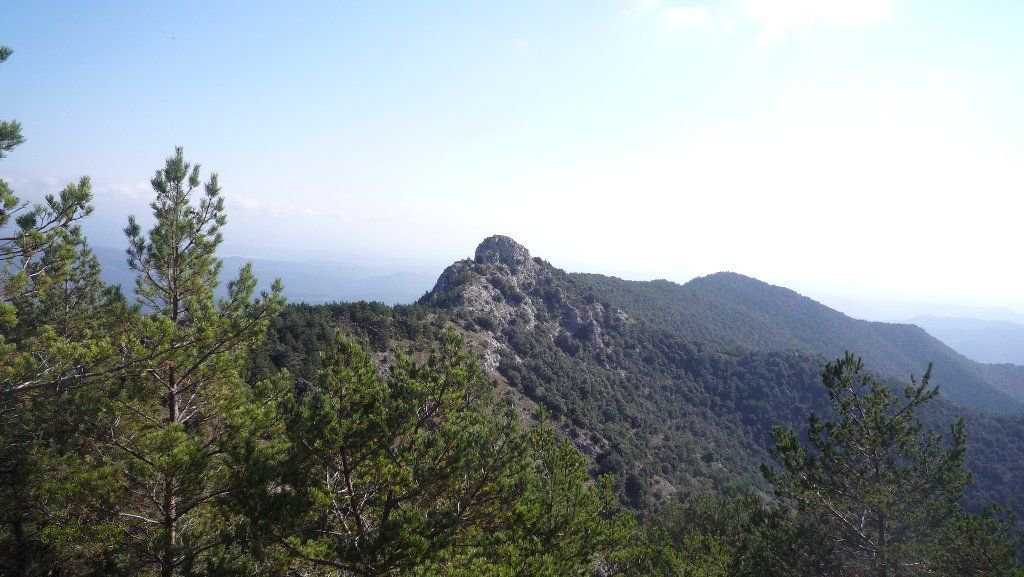
Serra de Bac Grillera

- Als Estats Units, Chief Mountain, Montana, és un exemple d'una klippe o illa tectònica.
- A Espanya, el Picacho de la Sierra de Cabra, al Parc Natural de les Sierras Subbéticas.
- A Suïssa, Klein Mythen és una muntanya als Alps Glarus, pròxima a Schwyz.
- A Catalunya (Maçanet de Cabrenys), la carena calcària de Serra de Bac Grillera és una formació juràssica situada sobre formacions terciàries autòctones més joves. La nappe de la qual va formar part aquesta klippe va tenir les seves arrels a la part nord de la serralada dels Pirineus.[2][3][4]

## Estructures relacionades
- Finestra tectònica o Fenster : Quan l'erosió o un sistema de falles normals produeixen un forat al mantell de corriment o cavalcament pel qual afloren roques del material subjacent autòcton (és a dir, no transportat) es forma una finestra.[5]
- Semifinestra: Quan la roca autòctona està parcialment envoltada per roca al·lòctona transportada per l'encavalcament forma una semifinestra.
- Lòbul: És una estructura arrodonida formada per materials al·lòctons que sobresurten de la vora davantera o front d'encavalcament.[5]